# Epilysta
Epilysta is een kevergeslacht uit de familie van de boktorren (Cerambycidae). De wetenschappelijke naam van het geslacht werd voor het eerst geldig gepubliceerd in 1865 door Pascoe.

## Soorten
Epilysta omvat de volgende soorten:
- Epilysta flavescens Breuning & de Jong, 1941
- Epilysta mucida Pascoe, 1865